# Tasman Series 1965
Tasman Series 1965 var ett race som vanns av Jim Clark, vilket var hans första av tre titlar i serien. Den drabbades också av en tragedi då Lex Davison förolyckades under träningen inför loppet på Sandown.

## Delsegrare
| Datum       | Bana         | Vinnare       |
| ----------- | ------------ | ------------- |
| 9 januari   | Pukekohe     | Graham Hill   |
| 16 januari  | Levin        | Jim Clark     |
| 23 januari  | Wigram       | Jim Clark     |
| 30 januari  | Teretonga    | Jim Clark     |
| 14 februari | Warwick Farm | Jim Clark     |
| 21 februari | Sandown      | Jack Brabham  |
| 1 mars      | Longford     | Bruce McLaren |

## Slutställning
| Plats | Förare        | Poäng |
| ----- | ------------- | ----- |
| 1     | Jim Clark     | 35    |
| 2     | Bruce McLaren | 24    |
| 3     | Jack Brabham  | 21    |
| 4     | Frank Gardner | 15    |
| 5     | Phil Hill     | 15    |
| 6     | Jim Palmer    | 15    |
| 7     | Graham Hill   | 14    |
| 8     | Kerry Grant   | 5     |